# 吉田隆徳
吉田 隆徳（よしだ たかのり、1978年1月3日 - ）は、日本の実業家。岐阜県加茂郡川辺町出身。

## 経歴
川辺町立川辺中学校から岐阜県立加茂高等学校卒業。神奈川大学工学部に入学し、在学中の1997年（平成9年）に通信事業で起業。
2000年に大学を中退して大手通信会社（NTTグループ）に代理店をとして働く。
2002年（平成14年）に営業のアウトソーシング事業とイベント関連事業を行う株式会社オーキャンを設立して代表取締役に就任。
2003年（平成15年）には株式会社東京フーズショップを設立して代表取締役に就任。メロンパンの移動販売「メロンちゃん」を展開。宮内庁御用達の島田屋バウムクーヘンの販売も始めた。錦糸町テルミナ店、北千住ルミネ店を開店。野菜スイーツの希希恵比寿店、プランタン銀座店を開店。
2008年（平成20年）中国オンライン決済Alipay（アリペイ）（支払宝（中国）網絡技術有限公司）との提携により日本EC企業による中国向けEC事業を提供するサービスを行なう株式会社シンロンを設立。
2010年（平成22年）元あいのりメンバーの松本千明や熱田久美の芸能事務所と広告代理店を設立。家電のECサイト家電オフを立ち上げるも、東日本大震災により仕入れ先を失い、受注中の顧客に返金し閉鎖。東日本大震災では、宮城、福島など10数か所で、メロンパンの無料配布を行う。メロンちゃんは多数のメディアに取り上げられる（一部掲載）。
2014年（平成26年）東京都港区麻布十番で「すし 道」を開業　美食タレントのアンジャッシュの渡部建のオススメするお店として、日本テレビの「火曜サプライズ」や、「Hanako for Men」などに取り上げられる。
2014年9月6日、13日に、エムオン！「最新最速エンタメタイム CDET!」にて、ファンキー加藤と対談
2016年（平成28年）3月、東京都港区六本木で朝鮮料理店「韓食」を開業し、韓食のチーズタッカルビが、テレビや雑誌、多くのタレントSNSに紹介され人気に。
2017年（平成29年）フジテレビ「ハイ＿ポール」にて、「韓食」のチーズタッカルビが紹介される。
2017年(平成29年)、東京都新宿区新宿の新宿マルイ本館に、サラダ専門店「ベジスタンド」をオープン
2019年(平成31年)、東京都渋谷区恵比寿の恵比寿三越に、サラダ・スムージー専門店「ベジスタンド恵比寿店」をオープン

## メディア
- フジテレビ　「めざましテレビ」[2]
- フジテレビ　「VivaVivaV6」　東京Ｖシュラン　メロンパン部門第3位
- フジテレビ　「F2-K」
- フジテレビ　 2時間ドラマ「助川六郎のご町内防犯パトロール」　主演の大杉漣がメロンパンの移動販売店主の役
- フジテレビ　「ハイ＿ポール」
- TBSテレビ　「はなまるマーケット」
- TBSテレビ　「ブロードキャスター」
- TBSテレビ　「ランキンの楽園(パラダイス)」
- TBSテレビ　「ジャスト」
- 日本テレビ　「週刊オリラジ経済白書」
- 日本テレビ　「情報ツウ」
- 日本テレビ　「THEワイド」
- 日本テレビ　「金持ちA様貧乏B様」
- 日本テレビ　「汐留スタイル」
- テレビ朝日　「超いたずら(秘)マジック」
- テレビ東京　「ワールドビジネスサテライト」
- テレビ東京　「給与明細 (テレビ番組)」
- エムオン！「最新最速エンタメタイム CDET!」で、歌手ファンキー加藤と対談
- ABCテレビ　「NEWSゆう」
- 毎日放送　「せやねん!」
- 「東京ウォーカー」2004.4.6号（角川マガジンズ）
- 「OZマガジン」2004.6.14号（スターツ出版）
- 「TOKYO★1週間」2004.7.20号（講談社）
- 「CanCam」2004.9月号（小学館）
- 「STORY」2004.9月号（光文社）
- 「Chou Chou」2005.12.14号（角川マガジンズ）
- 「週刊ダイヤモンド」2005.11.19号（ダイヤモンド社）
- 「TOKYO★1週間」2006.01.03号（講談社）
- 「Gainer」2006.05月号（光文社）
- 「プレジデント」2008.5.19号（プレジデント社）